# Loïc Hocquet
Pour les articles homonymes, voir Hocquet.
Pas d'image ? Cliquez ici

a Compétitions nationales et continentales officielles uniquement.

b Matchs officiels uniquement.
Dernière mise à jour le 25 février 2020.
Loïc Hocquet, né le 19 janvier 1999, est un joueur français de rugby à XV. Il évolue au poste de troisième ligne aile au SU Agen.

## Biographie
Il est titulaire d'un DUT qualité logistique industrielle et organisation.

### Famille
Sa sœur cadette, Manon Hocquet, évolue au poste de troisième ligne centre. Elle joue à l'Avenir valencien puis au SU Agen,,.

### Débuts
Loïc Hocquet commence le rugby à XV à 5 ans. Il est formé à l'Avenir valencien.
En 2018, il signe son premier contrat professionnel pour une durée de deux ans avec le SU Agen,.
En 2019, il devient champion du monde junior.